# 실하어

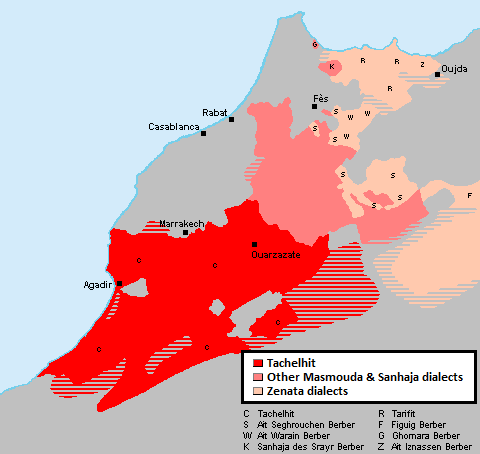
모로코의 베르베르어 분포. 짙은 붉은색이 실하어

실하어(Shilha, 모로코 아랍어: Šəlḥa) 또는 타셸히트어(Tashelhiyt, 실하어: Taclḥiyt)는 모로코 남서부에서 사용되는 베르베르어의 일종이다.
실하어가 사용되는 지역은 북쪽으로는 고아틀라스 산맥(High Atlas) 서부부터 남쪽으로는 드라강까지 이르는데, 소아틀라스 산맥과 수스강 유역이 포함된다. 이 일대의 가장 큰 도시는 아가디르이다. 북쪽과 남쪽으로는 아랍어 사용 지역과 맞닿아 있으며, 북동부에서는 인접한 중앙 아틀라스 타마지그트어와 방언 연속체를 이루고 있다.
이곳의 베르베르 유대인들이 사용하던 유대 베르베르어라는 하위 방언이 있다.

## 같이 보기
- 중앙 아틀라스 타마지그트어